# 村田雅彥
村田雅彥（日语：／ Murata Masahiko，8月8日—），日本男性動畫師、動畫演出家、動畫導演。出身於埼玉縣。本名和舊名（日文讀音相同）。

## 來歷、人物
村田雅彥1980年代初加入SHAFT，當時該公司開始擔任下游承包商。他一直在那裡任職到1990年代末。之後，他在Group Tac工作後，成為自由工作者。 
過去，他主要參與《火影忍者》相關的工作，例如執導電影版和外傳作品。也參與了許多其他GAINAX的作品。

## 參加作品

### 電視動畫
1982年
- 一津星世家的無敵奶奶（日语：一ッ星家のウルトラ婆さん）（—1983年，動畫）

1983年
- 電腦旅行偵探團（日语：パソコントラベル探偵団）（動畫）
- Pure島的朋友們（日语：ピュア島の仲間たち）（作畫）

1984年
- 勝利女排（日语：アタッカーYOU!）（—1985年，原畫）

1987年
- 陽光普照（日语：陽あたり良好!）（—1988年，原畫）

1992年
- 小巫仙（—1993年，分鏡、演出、作畫監督、原畫）

1993年
- 我們彼此是好朋友吧（日语：眠れぬ夜の小さなお話）（原畫）
- 秀逗泰山阿達♡（—1994年，作畫監督、原畫）

1994年
- 淘氣貓 喵喵三丁目 (第2期)（分鏡、演出、作畫監督、OP作畫、ED作畫）

1995年
- 十二生肖爆烈戰士（—1996年，演出、作畫監督）

1997年
- 尼克斯特戰記EHRGEIZ（日语：ネクスト戦記EHRGEIZ）（演出）
- 橫行太保（作畫監督）
- 大運動會（—1998年，演出、作畫監督）
- 小豬萬萬歲（—1998年，作畫監督）
- 深海人魚傳說（日语：深海伝説MEREMANOID）（—1998年，作畫監督）

1998年
- AWOL -Absent Without Leave-（日语：AWOL -Absent Without Leave-）（演出）
- 南海奇皇（日语：南海奇皇）（—1999年，分鏡、演出）
- 抓狂一族（演出）
- 玲音（分鏡、演出）

1999年
- 十兵衛 心形眼罩的秘密（演出）
- 海盜媽寶（日语：宇宙海賊ミトの大冒険）（分鏡、演出）
- 力石戰士（演出）
- 海盜媽寶 兩個人格的女王（日语：宇宙海賊ミトの大冒険）（分鏡、演出）
- ReReRe天才傻鵬（日语：レレレの天才バカボン）（—2000年，分鏡、演出）

2000年
- 幻影死神 Boogiepop Phantom（分鏡、演出）
- 幻想魔傳 最遊記（—2001年，分鏡、演出）
- 隨風飄的月影蘭（分鏡、演出）

2001年
- 戰鬥陀螺（演出）

2002年
- 東京地底奇兵（分鏡、演出）
- 火影忍者（—2007年，分鏡、演出、原畫）

2003年
- Gilgamesh（日语：ギルガメッシュ (漫画)）（—2004年，導演、分鏡、演出、原畫）

2005年
- JINKI:EXTEND（導演、分鏡、演出、OP分鏡&演出、ED分鏡&演出）
- 極限女孩（演出）

2006年
- 暗夜第六感（日语：NIGHT HEAD GENESIS）（分鏡）

2007年
- 新機械巨神（導演、分鏡、演出）
- 火影忍者疾風傳（—2017年，分鏡、演出、作畫監督、原畫、ED19分鏡&演出&作畫監督&原畫）

2008年
- 屍姬 赫（導演[1]、分鏡、演出、原畫、ED分鏡&演出）

2009年
- 屍姬 玄（導演[2]、分鏡、演出、原畫、ED1分鏡&演出、ED2分鏡&演出）

2010年
- 花丸幼稚園（第10話ED分鏡&演出&作畫）

2011年
- 丹特麗安的書架（分鏡、演出）

2012年
- 李洛克的青春全力忍傳（—2013年，導演[3]（第1話～第26話）、監修（第27話～）、分鏡、演出、原畫、OP1分鏡&演出、第14話ED分鏡&演出、ED2分鏡&演出）

2014年
- Baby Steps ～網球優等生～（—2015年，導演、分鏡、演出）

2016年
- 91Days（OP分鏡&演出&原畫）

2017年
- 舞動青春（演出）
- 龍族拼圖X（分鏡、演出）

2018年
- 付喪神出租中（導演、分鏡、演出、OP分鏡&演出&原畫、ED分鏡&演出&原畫）

2020年
- 神之塔 -Tower of God-（分鏡、演出、作畫監督）

2021年
- 給不滅的你（導演、分鏡、演出）

2022年
- 黃金神威（分鏡）

2023年
- 間諜教室（分鏡）
- 火線先鋒大吾 救國的橘衣消防員（導演[4]、分鏡、演出、原畫、ED分鏡&演出&原畫）

### 電影動畫
1993年
- 淘氣貓 喵喵三丁目：求求你！幫忙找小桃!!（人物設定、作畫監督）

1996年
- 魯邦三世 DEAD OR ALIVE（日语：ルパン三世 DEAD OR ALIVE）（作畫監督）

2000年
- 看見風的少年（日语：風を見た少年）（作畫監督）

2001年
- 幻想魔傳 最遊記 Requiem 獻給落選者的安魂曲（分鏡、演出）

2009年
- 劇場版 火影忍者疾風傳：火意志的繼承者（導演、分鏡、演出、原畫）

2010年
- 劇場版 火影忍者疾風傳：失落之塔（導演、分鏡、演出、原畫）

2011年
- 劇場版 火影忍者：血獄（導演、分鏡、演出、原畫）

2013年
- 攻殼機動隊 ARISE border:1 Ghost Pain（導演、分鏡）

### OVA
1988年
- 瑪丹娜 炎之老師（日语：マドンナ (漫画)）（原畫）

1989年
- 瑪丹娜2 愛與青春的Kick Off（日语：マドンナ (漫画)）（原畫）
- TAMA&FRIENDS 3丁目物語（作畫監督、原畫）

1995年
- Idol Project（日语：アイドルプロジェクト）（—1997年，作畫監督）

1996年
- 銀河英雄傳說 (第3期)（—1997年，作畫監督）

1998年
- 真蓋特機器人 世界最後之日（演出、作畫監督）

2000年
- 極速戰警eX-D（日语：エクスドライバー）（分鏡、演出）

2001年
- 無敵鐵金剛凱撒（導演、分鏡、演出、OP分鏡&演出）

2003年
- 無敵鐵金剛凱撒 死鬥！暗黑大將軍（導演、分鏡、演出）

2005年
- 夢幻騎士IV（日语：グローランサーIV）（導演、分鏡）

## 腳註

## 相關項目
- 日本動畫師列表（日语：アニメ関係者一覧）
- SHAFT
- Group Tac
- 朝井聖子